# 塔蜷
塔蜷（学名：Thiara scabra scabra），是中腹足目锥蜷科锥蜷属的一种。主要分布于印度尼西亚、台湾，常栖息在河川、池塘中。